# سیاه‌مرغ‌های نغمه‌ساز
سیاه‌مرغ‌های نغمه‌ساز (نام علمی: Dives) نام یک سرده از تیره سیاه‌پره‌ایان است.